# Caso de swatting de Wichita de 2017
El caso de swatting de Wichita de 2017 fue un evento de swatting ocurrido el 28 de diciembre de 2017 en Wichita, Kansas. Tyler Barriss, un residente 25 años de Los Ángeles, llamó a la policía para informar falsamente un crimen violento en curso, debido a un desacuerdo sobre una apuesta de US$1.50 en el videojuego Call of Duty: WWII. Andrew Finch, de 28 años, vivía en la dirección dada por Barriss, y la policía de Wichita le disparó fatalmente en el porche de su casa. Ninguno de los policías en la escena eran miembros del equipo táctico SWAT de la policía capacitados para manejar situaciones de rehenes. La policía dijo que Finch no era el objetivo previsto del golpe y no estaba involucrado en el juego Call of Duty. La persona que llamó declaró que el sospechoso había disparado y asesinado a su padre, estaba reteniendo a su madre y a su hermano menor como rehenes, y planeaba incendiar la casa. 
Barriss se declaró culpable de los cargos federales de información falsa y engaños, ciberacoso, amenaza de matar a otro o dañar la propiedad mediante incendio, amenazas interestatales, conspiración y varios cargos de fraude electrónico, según los registros de la corte federal. También enfrenta cargos de homicidio involuntario en Kansas y de falsa alarma en su estado natal de California. El 29 de marzo de 2019, Barris fue sentenciado a 20 años de cárcel como resultado del incidente.

## Trasfondo

### Tyler Barriss
En el momento del incidente, Tyler Raj Barriss era un hombre sin hogar de 25 años que vivía en Los Ángeles, California. Conocido en línea como "SWAuTistic", tenía antecedentes penales, incluida la violencia doméstica, y había cumplido 16 meses en la cárcel del condado de Los Ángeles por hacer amenazas de bombas falsas contra KABC-TV, una escuela primaria en Los Ángeles y una escuela secundaria en Granada Hills. La policía lo buscaba en Panama City, por llamar a otras 30 amenazas de bomba, incluida una a una escuela secundaria, y por cargos de fraude y travesura en Canadá por acosar a una mujer en Calgary. Unas semanas antes del incidente, presuntamente hizo amenazas telefónicas con respecto a explosivos en la sede de la Comisión Federal de Comunicaciones y de la Oficina Federal de Investigaciones. Barriss admitió abofetear a las personas por contrato, pero declinó decir cuánto le pagaron.

### Eventos del 28 de diciembre
Surgieron informes de que la serie mortal de eventos comenzó con una discusión en línea sobre una apuesta de $ 1.50 en una partida en línea de Call of Duty: WWII en UMG Gaming, que opera torneos en línea, incluido uno que involucra dicho juego. Dos hombres, Casey Viner (conocido por el seudónimo Baperizer) y Shane Gaskill (conocido por el seudónimo Miruhcle), lucharon por el fuego amigo en la partida de Call of Duty: WWII, lo que les hizo perder la partida y $ 1.50 en apuestas. Los dos jugadores recurrieron a Twitter en una discusión sobre la pérdida. 
Viner amenazó a Gaskill con llamar al Swat por la pérdida. Gaskill le dio a Viner una dirección en Wichita, que se cree que era una residencia anterior de la cual la familia de Gaskill fue desalojada en 2016, donde dijo que "estaría esperando". Viner luego contactó a Barriss y le proporcionó la dirección dada para swatear a Gaskill. La policía está segura de que Andrew Finch no era el objetivo previsto y no tuvo nada que ver con la apuesta. Finch no era un jugador conocido y no tenía nada que ver con la partida de Call of Duty. 
Usando una llamada VoIP través del Wi-Fi gratuito provisto por una biblioteca del sur de Los Ángeles, Barriss llamó al departamento de policía de Wichita. Debido a que la llamada fue transferida del Ayuntamiento de Wichita al 911, el despachador creía que la llamada provenía del área de Wichita. Barriss, identificándose a sí mismo como "Brian", afirmó que estaba en una residencia en 1033 West McCormick Street, le había disparado fatalmente a su padre y mantenía a familiares a punta de pistola. Preguntó si la policía iría a la casa, diciendo que ya había derramado gasolina por toda la casa y amenazando con incendiarla. 

## Disparo
Los oficiales del Departamento de Policía de Wichita, que no eran miembros del equipo SWAT o entrenados para rescates tácticos o de rehenes, respondieron a la llamada de Barriss y rodearon la residencia de Finch. Antes de que se anunciara la presencia policial, Andrew Finch fue informado por su madre Lisa Finch, quien estaba en la escena, que abrió la puerta "porque escuchó algo". Señora. Finch informa que su hijo de 28 años "gritó y luego le dispararon". Momentos después de que Finch entrara a su porche delantero, la policía le ordenó que levantara las manos. Según el testimonio de los oficiales, comenzó a hacerlo y luego se detuvo. Un oficial de policía de Wichita parado al otro lado de la calle disparó una sola ronda desde un Colt AR-15 a Finch, perforando su corazón y pulmón derecho. Finch fue transportado al Hospital St. Francis donde fue declarado muerto. 
La madre de Finch informa que la policía luego le ordenó a ella y a otros miembros de la familia que salieran de la residencia. La familia fue esposada y llevada a la estación de policía para ser interrogada. Informes iniciales del jefe de policía adjunto de Wichita, Troy Livingston, declararon que “Un hombre llegó a la puerta principal. Cuando llegó a la puerta principal, uno de nuestros oficiales descargó su arma. Livingston inicialmente no dijo si Finch estaba armado o qué causó que el oficial disparara su arma. En una declaración posterior el 30 de diciembre, el Departamento de Policía de Wichita declaró que el tiroteo fue causado por Andrew Finch "metiéndose la cintura". El oficial involucrado fue finalmente identificado como Justin Rapp, un veterano de la fuerza de siete años.
En la corte, Rapp testificó en mayo de 2018 que no se le dio información cuando llegó a la escena, incluso cuando Finch recibió su primera orden verbal, cuando terminó la llamada al 911 o si los oficiales en la escena sabían que la persona que llama todavía estaba en el lugar con el 911. El Departamento de Comunicaciones de Emergencia del Condado de Sedgwick también ha negado una solicitud de registros abiertos relacionada con la llamada al 911, afirmando que el departamento de policía había pedido que no se divulgaran más registros.

## Secuelas
Muchos residentes de Wichita y otros comentaristas con sede en los Estados Unidos han expresado su preocupación por la muerte de Finch. Los residentes de Wichita aprovecharon la oportunidad de una reunión del Consejo de la Ciudad el 9 de enero para expresar inquietudes sobre el tema, incluyendo cuestionar la liberación de solo siete segundos de las imágenes de la cámara del cuerpo policial y argumentar que la ciudad debería asumir la responsabilidad total de evitar una larga lucha por justicia. El Consejo no hizo comentarios directamente, pero indicó su disposición a considerar los procedimientos de capacitación en un momento posterior.
Casi una semana después del tiroteo, la madre de Andrew Finch, Lisa Finch, le escribió al alcalde de Wichita y al jefe de policía diciendo que no sabía dónde se guardaba el cuerpo de su hijo y que quería darle un "funeral y entierro adecuados". "Déjenme ver el cuerpo sin vida de mi hijo", escribió en una carta fechada el 3 de enero. En esta misma carta, Sra. Finch preguntó por qué el agente de policía que mató a su hijo no había sido identificado en ese momento, por qué la familia fue esposada y cuándo la policía devolverá sus pertenencias, incluidos dos teléfonos celulares y una computadora, incautados de la casa. El abogado de la familia, Andrew M. Stroth, también pidió que la ciudad, el departamento de policía y el oficial involucrado en el tiroteo sean considerados "responsables del tiroteo injustificado de Andrew Finch".
La sobrina de Finch, Adelina, de 18 años, que había vivido con Finch desde 2002 y fue testigo de su muerte, se suicidó en 2019. Lisa Finch atribuye la muerte de Adelina a los acontecimientos del 28 de diciembre.

## Partes involucradas

### Víctima de tiro
- Andrew Thomas Finch, de 28 años; padre de dos hijos, que no tenían afiliación ni con los tres hombres ni con el juego Call of Duty.[18]

### Jugadores deCall of Duty: WWII
- Casey  Viner,[7] 18; de North College Hill, Ohio.[8]
- Shane Gaskill,[7] 19; de Wichita, Kansas.[8]

### Llamada de broma 911
- Tyler Raj Barriss, 25; de Los Ángeles, California.[19]

### Oficial involucrado
- Justin Rapp, Oficial, Departamento de Policía de Wichita; originalmente declaró que creía que Finch tenía un arma, pero testificó en mayo de 2018 que simplemente vio a Finch hacer un movimiento con la mano.[13]

## Procedimientos legales
Barriss fue arrestado el 29 de diciembre de 2015 en Los Ángeles por una orden de fuga derivada de un cargo de 2015 de hacer falsas amenazas de bomba a KABC-TV, y fue acusado de falsa alarma, un delito grave. El 12 de enero de 2018, Barriss fue extraditado a Kansas, donde fue acusado de homicidio involuntario y se encuentra recluido en la cárcel del condado de Sedgwick.
El fiscal de distrito del condado de Sedgwick, Marc Bennett, ha anunciado que no se presentarán cargos contra el oficial Justin Rapp. 
El 23 de mayo, Barriss, Viner y Gaskill fueron acusados en el Tribunal de Distrito de los Estados Unidos para el Distrito de Kansas por cargos relacionados con el swatting. Barriss está acusado de información falsa y engaños, acoso cibernético que resulta en la muerte, amenazas de muerte o daños a la propiedad por incendio, amenazas interestatales, conspiración para hacer informes falsos y fraude electrónico. Viner está acusado de fraude electrónico, conspiración para hacer informes falsos, obstrucción a la justicia y conspiración. Gaskill está acusado de obstrucción de la justicia, fraude electrónico y conspiración. En julio, Gaskill fue acusado nuevamente de cargos adicionales después de que se descubrió que había incitado a Barriss a "intentarlo de nuevo" después del tiroteo fatal.
Viner se declaró culpable de conspiración y obstrucción de la justicia a cambio de una recomendación de sentencia de dos años de libertad condicional, tiempo durante el cual se le prohibiría jugar videojuegos. El caso de Gaskill está programado para ir a juicio el 23 de abril; Si es declarado culpable de todos los cargos, podría enfrentar más de 60 años de prisión.
El 26 de octubre, se agregaron 46 cargos adicionales contra Barriss, que incluyen fraude financiero y falsas amenazas de bombas y tiroteos a la policía y las escuelas; algunos de estos cargos involucraron a conspiradores no acusados que residen en Des Plaines, Illinois; Gulf Breeze, Florida; Grand Rapids, Míchigan; y Greenwood, Misuri. El 13 de noviembre se declaró culpable de 51 cargos federales, por los cuales el fiscal federal Stephen McAllister recomendó una sentencia de 20 años de prisión. Según los términos del acuerdo de culpabilidad, a Barriss también se le ha pedido que se disculpe formalmente con la familia de Finch y pague $10.100 en multas y restitución, y ha acordado cinco años de libertad supervisada. Los fiscales federales en California, Kansas y el Distrito de Columbia acordaron no presentar cargos penales adicionales contra Barriss por el swatting, y los cargos estatales en Kansas fueron desestimados. 
El 29 de marzo de 2019, Barriss fue sentenciado a 20 años de prisión. La sentencia incluye 150 meses de prisión por el caso de Kansas y 90 meses de prisión por los cargos federales en California, que se cumplirán consecutivamente; y 30 meses de prisión por amenazas de bomba en Washington D. C., que se cumplirán simultáneamente. 
Ningún oficial de la policía fue acusado de un delito por el evento.

### Respuesta legislativa
En respuesta a la muerte de Finch, la legislatura del estado de Kansas aprobó un proyecto de ley en marzo de 2018 para establecer que la creación de una falsa alarma que resulte en lesiones o muerte como un delito grave de clase uno, conlleva una sentencia de prisión entre 10 y 41 años. El proyecto de ley fue promulgado por el gobernador Jeff Colyer el 12 de abril. La Ley Memorial Andrew T. Finch de 2018 fue presentada en la Cámara de Representantes por el Representante Ron Estes en marzo de 2018. El proyecto de ley, también conocido como la Ley de Prevención de Swatting y Protección de Nuestras Comunidades de 2018, haría que proporcionar información falsa con la intención de causar una respuesta de emergencia se castigue con hasta cinco años de prisión, hasta 20 años de prisión si se producen lesiones graves, y hasta cadena perpetua si el acto resulta en muerte. El proyecto de ley fue remitido al Subcomité de la Cámara de Delincuencia, Terrorismo, Seguridad Nacional e Investigaciones, pero nunca fue sometido a votación y pereció en comisión. Eliot Engel presentó un proyecto de ley en enero de 2019 para enmendar la Ley de Comunicaciones de 1934 para proporcionar sanciones mejoradas por la transmisión de información de identificación de llamadas engañosa o inexacta con la intención de desencadenar una respuesta de emergencia. A partir de marzo de 2019, se remitió al Subcomité de Delincuencia, Terrorismo y Seguridad Nacional.